# Chrysopiyí Devetzí
Chrysopiyí Devetzí ou Hrysopiyí Devetzí (en grec moderne : Χρυσοπηγή Δεβετζή), née le 2 janvier 1976 à Alexandroúpoli, est une athlète grecque spécialiste du saut en longueur et du triple saut.

## Biographie
Enfant, elle faisait de la gymnastique mais s'orienta plus tard vers l'athlétisme. Depuis 1992, elle pratique le triple saut mais elle n'a dépassé 14 m qu'en 2001. Après une septième place aux championnats d'Europe de 2002 et une huitième place aux championnats du monde de 2003, l'année 2004 fut celle du succès.

### Carrière
Aux championnats du monde en salle de 2004, elle prenait la médaille de bronze derrière Tatyana Lebedeva et Yamilé Aldama avec 14,73 m. Aux Jeux olympiques de 2004 devant son public, elle sautait à 15,32 m et améliorait le record national. En finale, elle sautait à 15,25 m et obtenait l'argent derrière la Camerounaise Françoise Mbango Etone=.
Aux championnats du monde de 2005, elle terminait à la cinquième place avec 14,64 m. À son premier essai de la finale des championnats d'Europe de 2006, elle réussissait 15,05 m mais devait se contenter de l'argent, battue par Tatyana Lebedeva à son dernier essai. Au saut en longueur, elle terminait à la dixième place (6,41 m).
En 2007, elle remportait la médaille de bronze derrière Yargelis Savigne et Tatyana Lebedeva aux mondiaux d'Osaka. L'année suivante, elle remporte la médaille d'argent des Championnats du monde en salle en franchissant pour la première fois les 15,00 m en salle. Aux Jeux olympiques de Pékin, elle remporte la médaille de bronze avec 15,23 m.

### Après-carrière et dopage
Elle met un termine à sa carrière en 2009. Peu avant, elle refuse de passer au contrôle antidopage pendant un entrainement en Ukraine et est suspendue deux ans. Elle décide de faire un comeback pour les Jeux olympiques de 2012 à Londres, qu'elle ne fera finalement pas. Le 26 novembre 2015, l'IAAF annonce dans un communiqué à la Fédération Grecque d'Athlétisme que Chrysopiyí Devetzí avait été re-testée positive, au stanozolol, d'après un échantillon du 31 août 2007.
Elle pourrait, en conséquence, perdre toutes ses médailles acquises en 2007 et 2008, notamment ses médailles de bronze aux Championnats du monde d'Osaka et aux Jeux olympiques de Pékin, et sa médaille d'argent des Championnats du monde en salle. Elle est officiellement disqualifiée le 27 septembre 2016 et perd toutes ses médailles remportées depuis 2007,. Elle est suspendue jusqu'au 10 novembre 2019.

## Palmarès
| Date | Compétition                    | Lieu      | Place | Épreuve     | Marque  |
| ---- | ------------------------------ | --------- | ----- | ----------- | ------- |
| 2001 | Jeux méditerranéens            | Radès     | 5e    | Triple saut | 13,61 m |
| 2002 | Championnats d'Europe          | Munich    | 7e    | Triple saut | 14,15 m |
| 2003 | Championnats du monde          | Paris     | 8e    | Triple saut | 14,34 m |
| 2004 | Championnats du monde en salle | Budapest  | 3e    | Triple saut | 14,73 m |
| 2004 | Coupe d'Europe                 | Bydgoszcz | 2e    | Triple saut | 14,81 m |
| 2004 | Jeux olympiques                | Athènes   | 2e    | Triple saut | 15,25 m |
| 2004 | Finale mondiale                | Monaco    | 4e    | Triple saut | 14,78 m |
| 2005 | Coupe d'Europe                 | Florence  | 2e    | Triple saut | 14,62 m |
| 2005 | Jeux méditerranéens            | Almeria   | 3e    | Triple saut | 14,33 m |
| 2005 | Championnats du monde          | Helsinki  | 5e    | Triple saut | 14,64 m |
| 2005 | Finale mondiale                | Monaco    | 1re   | Triple saut | 14,89 m |
| 2006 | Championnats d'Europe          | Göteborg  | 10e   | Longueur    | 6,41 m  |
| 2006 | Championnats d'Europe          | Göteborg  | 2e    | Triple saut | 15,05 m |
| 2006 | Finale mondiale                | Stuttgart | 2e    | Triple saut | 14,75 m |
| 2006 | Coupe du monde des nations     | Athènes   | 3e    | Longueur    | 6,64 m  |
| 2006 | Coupe du monde des nations     | Athènes   | 2e    | Triple saut | 15,04 m |
| 2007 | Coupe d'Europe                 | Munich    | —     | Triple saut | DSQ     |
| 2007 | Championnats du monde          | Osaka     | —     | Triple saut | DSQ     |
| 2007 | Finale mondiale                | Stuttgart | —     | Triple saut | DSQ     |
| 2007 | Jeux mondiaux militaires       | Hyderabad | —     | Triple saut | DSQ     |
| 2008 | Championnats du monde en salle | Valence   | —     | Triple saut | DSQ     |
| 2008 | Jeux olympiques                | Pékin     | —     | Triple saut | DSQ     |

## Records
| Épreuve          | Épreuve   | Marque  | Lieu    | Date         |
| ---------------- | --------- | ------- | ------- | ------------ |
| Saut en longueur | Plein air | 6,83 m  | Trikala | 10 juin 2006 |
| Saut en longueur | Salle     | 6,31 m  | Liévin  | 3 mars 2006  |
| Triple saut      | Plein air | 15,32 m | Athènes | 21 août 2004 |
| Triple saut      | Salle     | 14,84 m | Péania  | 4 mars 2003  |